# Autostadt

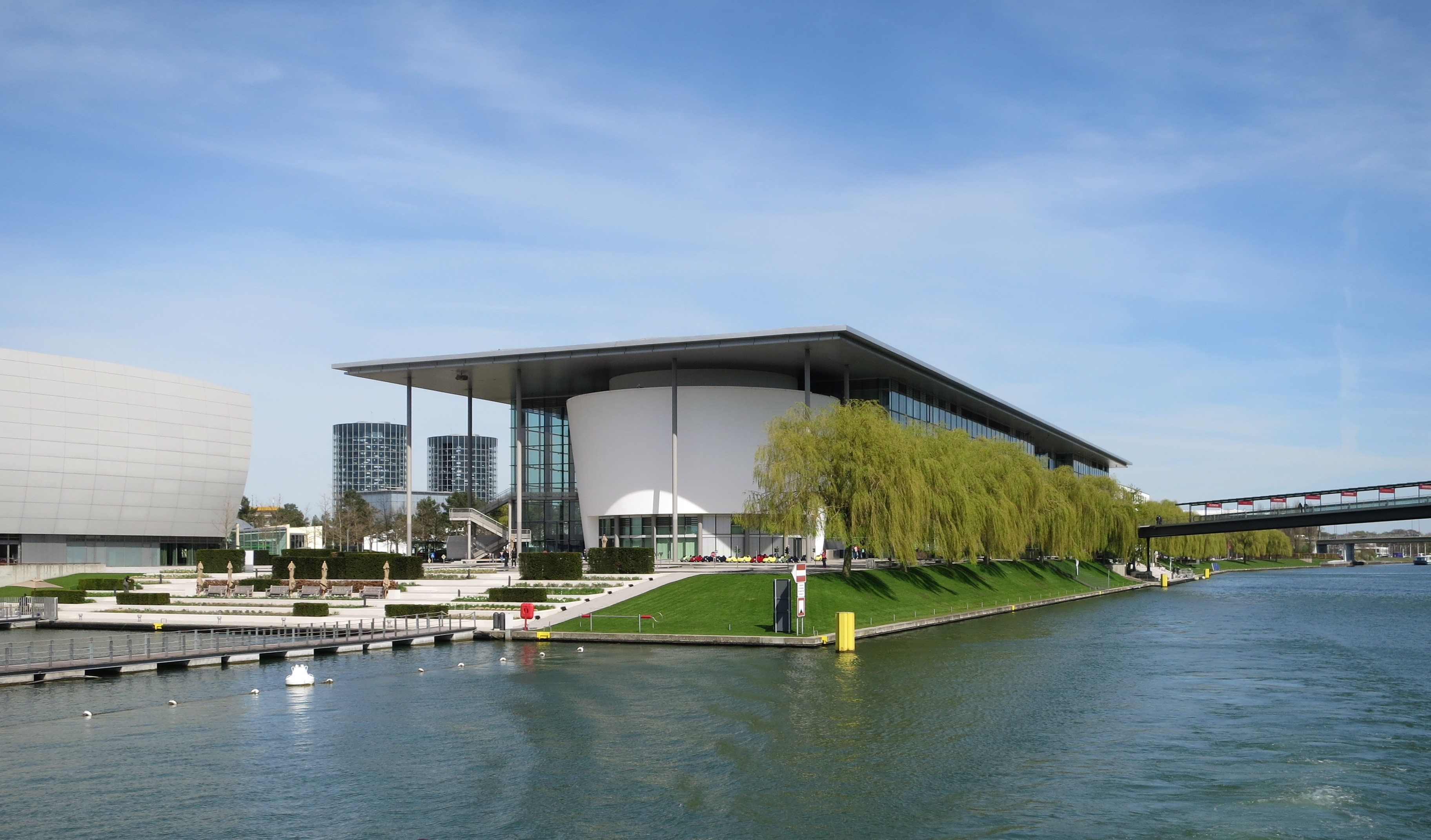
Edifício principal do Autostadt.

O Autostadt (Cidade dos Automóveis em alemão) é uma atração ao lado da fábrica da Volkswagen em Wolfsburg, na Alemanha, com foco principal em automóveis. O complexo foi projetado por Henn GmbH.
Possui um museu, pavilhões para as principais marcas de automóveis do Grupo Volkswagen, um centro de clientes onde os clientes podem comprar carros novos e fazer um passeio pela enorme fábrica, um guia para a evolução das estradas e o cinema em uma grande esfera.

## História

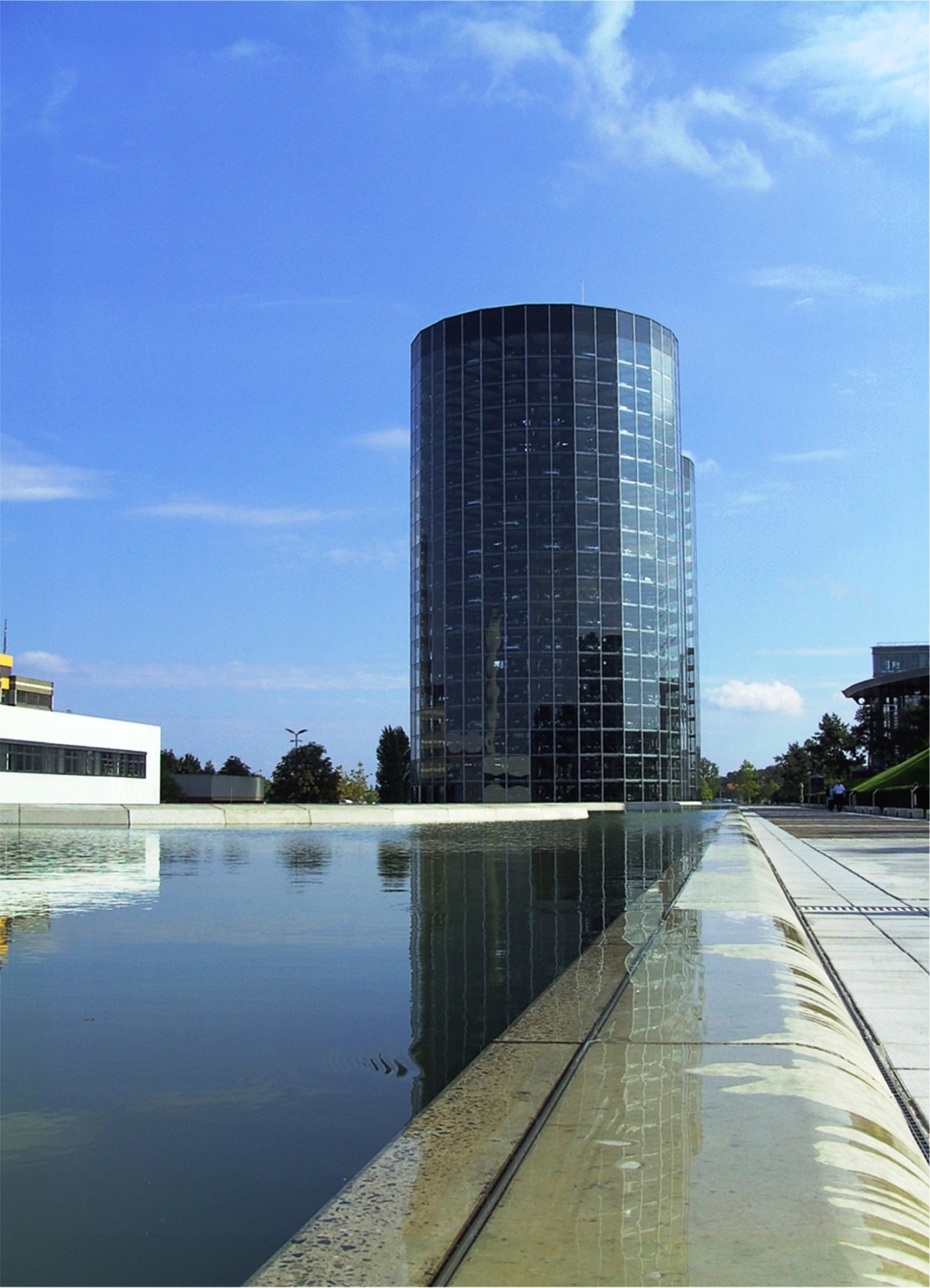
Silo de vidro para carros

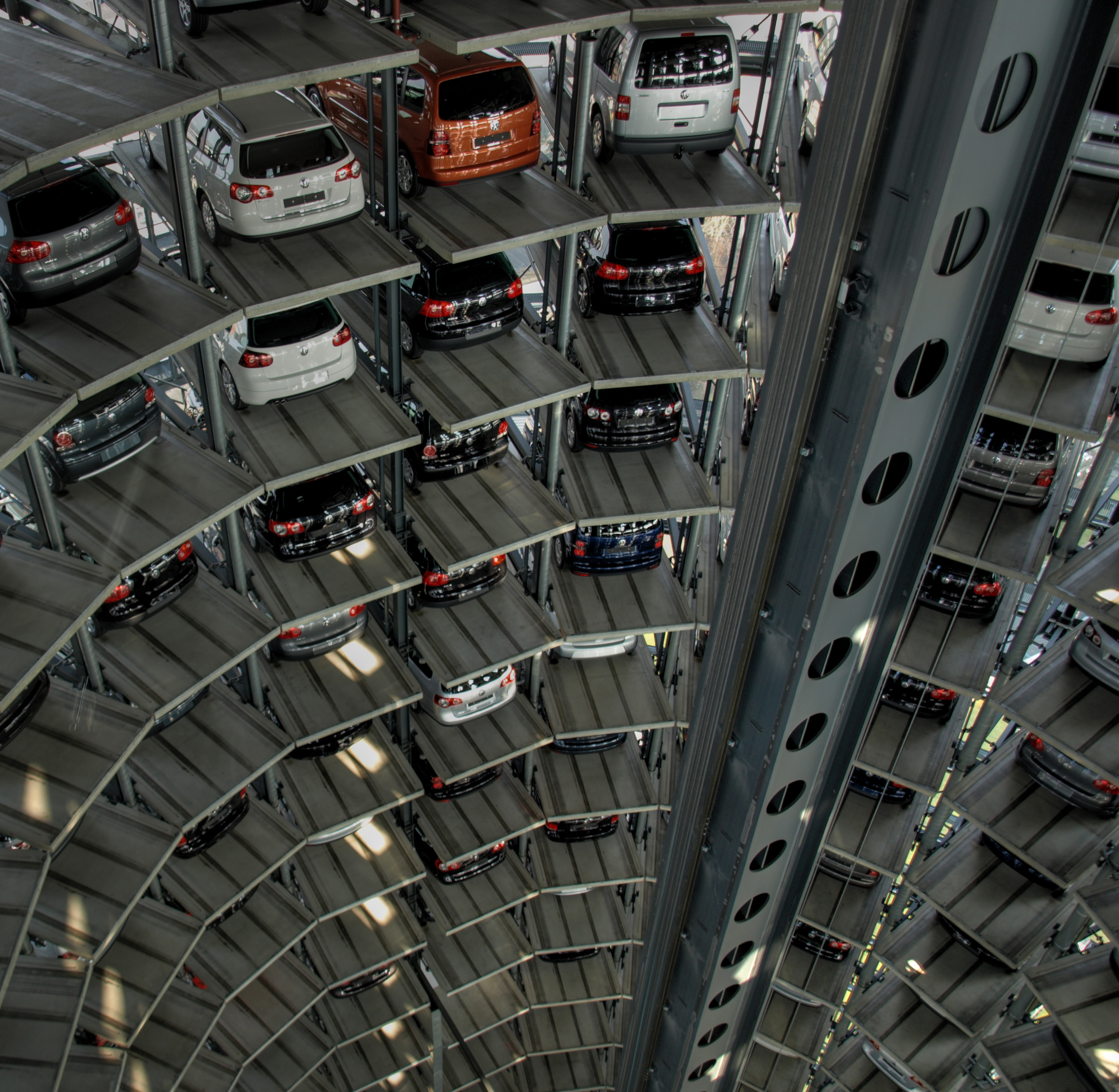
Dentro do silo de carros

A ideia para a Autostadt foi iniciada em 1994, quando o conceito de documentar as etapas de produção dos veículos Volkswagen e como as operações da empresa foram exibidas na Expo 2000, em Hannover, na Alemanha. Em 1998, a Autostadt, que é alemã para "Cidade dos Automóveis", foi inaugurada no antigo local de uma empresa de combustíveis que faz fronteira com a fábrica de Wolfsburg, na Volkswagen. Como a fábrica de carros adjacente, o local de Autostadt fica na margem norte do Canal Mittelland. O complexo resultante é o trabalho de mais de 400 arquitetos, criados como um novo centro urbano, perto do centro de Wolfsburg.
O pavilhão principal foi inaugurado em maio de 2000, oferecendo a oportunidade de apresentar carros famosos até então trancados em caixas para serem exibidos ao público. Naquela época, foi relatado que a Volkswagen havia investido aproximadamente 850 milhões de marcos (435 milhões de euros) no projeto. Autostadt está localizado próximo à principal fábrica da Volkswagen, que também é uma atração. Todos os modelos da Volkswagen estão disponíveis, dando a oportunidade ao público de escolher o que deseja. A Volkswagen então fabrica o carro especificado de acordo com os requisitos do comprador.

## Atrações
Autostadt atrai cerca de 2 milhões de visitantes por ano. É muito popular por causa da arquitetura ultramoderna que apresenta em cada edifício. O uso extensivo é feito de água e vegetação entre os pavilhões e montes de terra cobertos de grama. O design moderno não é apenas incorporado nos pavilhões, mas também nos móveis, como bancos e cadeiras.
Possui uma pequena pista para o Volkswagen Touareg off-road, embaixo da ponte que leva da cidade principal até a Autostadt, localizada acima do canal principal que atravessa a cidade, o Canal Mittelland. Os visitantes devem poder apresentar as cartas de condução antes de poder dirigir os veículos. Primeiro, o guia conduz o carro pela pista, mostrando as características do veículo e fornecendo informações sobre as capacidades do veículo. Depois de dirigir pela pista, o visitante pode dirigir pela pista sob a vigilância do guia que está sentado no banco do passageiro. Quaisquer outros passageiros estão sentados atrás. As características da pista incluem uma colina inclinada de 21 graus, outra colina inclinada ao lado, um tanque de água, um poço de areia localizado embaixo de uma ponte rodoviária, uma estrada de madeira e vários montes pequenos que permitem elevar uma roda fora do chão.
Há uma mini pista para crianças, onde eles podem dirigir pequenos carros elétricos na forma de Fuscas.
O Autostadt possui uma grande variedade de atividades e dispositivos multimídia, que incluem software de design de automóveis. Há uma sala que exibe as vantagens e desvantagens de diferentes combustíveis no desempenho dos carros. Existem dois cinemas que mostram pequenos filmes em alemão. Um desses cinemas está localizado em seus próprios edifícios construídos e está em uma grande esfera.
As principais atrações são alguns carros famosos, como o primeiro veículo a gasolina produzido, e o Fusca.
Existem dois silos de vidro de 60 metros / 200 pés de altura (AutoTürme) usados como armazenamento para novas Volkswagens. As duas torres são conectadas à fábrica da Volkswagen por um túnel de 700 metros. Quando os carros chegam às torres, eles são carregados a uma velocidade de 1,5 metros por segundo. A renderização para a Autostadt mostra 6 torres. Ao comprar um carro da Volkswagen (apenas a marca principal, e não as submarcas) em países europeus selecionados, é opcional se o cliente deseja que ele seja entregue na concessionária onde foi comprado ou se o cliente deseja viajar para Autostadt para escolher isso. Se esse último for escolhido, o Autostadt fornecerá ao cliente entrada gratuita, ingressos para refeições e uma variedade de eventos, até o ponto em que o cliente pode acompanhar na tela enquanto o elevador automático pega o carro selecionado em um dos silos. O carro é então transportado para o cliente sem ter dirigido um único medidor, e o odômetro fica assim em "0".
Há também uma sala com dispositivos interativos que fornecem informações sobre o design de carros usando a Audi como exemplo. O software de computador permite que os visitantes projetem seus próprios carros usando recursos dos carros Audi.